# Puberella pubera
Puberella pubera är en musselart som först beskrevs av Bory Saint-Vincent 1827.  Puberella pubera ingår i släktet Puberella och familjen venusmusslor. Inga underarter finns listade i Catalogue of Life.